# UTC+00:30
UTC+00:30은 협정 세계시보다 30분 빠른 동경 7도 30분을 기준으로 하는 시간대이다. 현재는 사용하지 않는 폐지된 시간대이다.

## 시간대
1901년부터 1936년까지 영국 노퍽 주 샌드링엄 하우스 왕실에서 사용했던 표준시이다. 당시 에드워드 7세는 그의 사유지에서 30분 더 사냥을 하기 위하여 샌드링엄 하우스 왕실의 모든 시계를 협정표준시보다 30분 더 빨리 설정하도록 명령했다. 샌드링엄 표준시(Sandringham time)로도 불렸다. 중앙유럽 표준시를 채택하기 전, 1853년부터 1894년 5월 31일까지 스위스(베른 표준시)에서 사용한 적이 있다.

## 같이 보기
- UTC+00:20